# Myśliwiec (gromada)
Myśliwiec – dawna gromada, czyli najmniejsza jednostka podziału terytorialnego Polskiej Rzeczypospolitej Ludowej w latach 1954–1972.
Gromady, z gromadzkimi radami narodowymi (GRN) jako organami władzy najniższego stopnia na wsi, funkcjonowały od reformy reorganizującej administrację wiejską przeprowadzonej jesienią 1954 do momentu ich zniesienia z dniem 1 stycznia 1973, tym samym wypierając organizację gminną w latach 1954–1972.
Gromadę Myśliwiec z siedzibą GRN w Myśliwcu utworzono – jako jedną z 8759 gromad na obszarze Polski – w powiecie wąbrzeskim w woj. bydgoskim, na mocy uchwały nr 24/16 WRN w Bydgoszczy z dnia 5 października 1954. W skład jednostki weszły obszary dotychczasowych gromad Myśliwiec i Sitno oraz wieś Wałycz z dotychczasowej gromady Wałycz (bez wsi Wałyczyk i bez części leżącej między torem kolejowym a miastem Wąbrzeźno; tor kolejowy stanowi granicę) ze zniesionej gminy Wąbrzeźno, a także obszar dotychczasowej gromady Jaworze wraz z enklawą leśną należącą do dotychczasowej gromady Dębowa Łąka (a leżącą w dotychczasowej gromadzie Jaworze) ze zniesionej gminy Dębowa Łąka, w tymże powiecie. Dla gromady ustalono 23 członków gromadzkiej rady narodowej.
Gromadę zniesiono 31 grudnia 1959, a jej obszar włączono do gromady Wąbrzeźno w tymże powiecie.